# Sphingius scutatus
Sphingius scutatus es una especie de arañas del género Sphingius, endémica de Sri Lanka.